# Ден Ґілрой
Деніел Крістофер Ґілрой (англ. Daniel Christopher Gilroy, зазвичай — Ден Ґілрой (англ. Dan Gilroy); нар. 24 червня 1959) — американський сценарист, кіно- і телережисер, продюсер.
Ден Ґілрой і його брат-близнюк Джон (кіномонтажер) народилися 24 червня 1959 року в Санта-Моніца, штат Каліфорнія, США, в родині драматурга Френка Ґілроя, лауреата Пулітцерівської премії 1965 р., та письменниці і скульптора Рут Дороті (Ґайдос). Старший брат Дена, Тоні Ґілрой (Ентоні Джозеф Ґілрой, нар. 1956), також сценарист і режисер. Предки родини Ґілроїв походять з Італії, Ірландії та Німеччини.

## Ранні роки, освіта
Дитинство Дена Ґілроя пройшло в містечку Вашингтонвіль, штат Нью-Йорк, де він закінчив середню школу. Ден Ґілрой отримав освіту в університеті елітної Ліги плюща, 1981 року він закінчив Дартмутський коледж.

## Кар'єра
Одним із перших успішних сценаріїв Дена Ґілроя стала робота для 1992 року «Корпорація „Безсмертя“» (англ. Freejack, укр. назва — калька з російської).
У 1992 році Ден Ґілрой став співсценаристом популярної комедії Денніса Хоппера «Конвоїри» (англ. Chasers).
Ден Ґілрой працював над сценарієм до фільму про Супермена, який не вийшов на екрани, але робота над проектом показана в документальному фільмі 2015 року «Смерть „Супермен живе“: Що трапилося?» (англ. The Death of «Superman Lives»: What Happened?).
Режисерський дебют Дена Ґілроя — кримінальний трилер «Стерв'ятник» 2014 року. Оригінальний сценарій фільму, також написаний Ґілроєм, був номінований на премію «Оскар» 2015 року (лауреатом обрано сценарій фільму «Бердмен»). Цікаво, що в роботі над фільмом узяли участь брати Дена: Тоні як продюсер, Джон — монтажер; при цьому, головну роль виконала дружина Ґілроя, актриса Рене Руссо.
Серед інших робіт Ґілроя-сценариста відзначається фільм «Гроші на двох» (англ. Two for the Money) вийшов 2005 року, головні ролі в якому зіграли Аль Пачино, Метью Макконегі та Рене Руссо (дружина сценариста).
У 2017 році вийшов фільм «Конг: Острів Черепа», знятий за сценарієм Дена Ґілроя. Він також став сценаристом і режисером фільмів «Роман Ізраел, Esq.» (2017) з Дензелом Вашингтоном та «Оксамитова бензопилка» (2019) з Джейком Джилленголом, Рене Руссо та Джоном Малковичем.
Ґілрой анонсований автором сценарію до майбутнього фільму про супергероя коміксів Стена Лі — Анігілятора (Stan Lee's Annihilator).

## Особисте життя
Ден Ґілрой одружений (1992 р.) з актрисою Рене Руссо (англ. Rene Russo; нар. 1954), в пари є дочка Роуз (Роза, англ. Rose; нар. 1993).

## Фільмографія

### Фільми
| Рік  |   | Українська назва           | Оригінальна назва      | Роль                           |
| ---- | - | -------------------------- | ---------------------- | ------------------------------ |
| 1992 | ф | Корпорація «Безсмертя»     | Freejack               | сценарист                      |
| 1994 | ф | Конвоїри                   | Chasers                | сценарист                      |
| 2005 | ф | Гроші на двох              | Two for the Money      | сценарист, виконавчий продюсер |
| 2006 | ф | Позамежжя                  | The Fall               | сценарист                      |
| 2011 | ф | Реальна сталь              | Real Steel             | сценарист                      |
| 2012 | ф | Спадок Борна               | The Bourne Legacy      | сценарист                      |
| 2014 | ф | Стерв'ятник                | Nightcrawler           | режисер, сценарист             |
| 2017 | ф | Конг: Острів Черепа        | Kong: Skull Island     | сценарист                      |
| 2017 | ф | Роман Дж. Ізраїль, есквайр | Roman J. Israel, Esq.  | режисер, сценарист             |
| 2019 | ф | Оксамитова бензопилка      | Velvet Buzzsaw         | режисер, сценарист             |
| 2023 | ф |                            | Magazine Dreams        | продюсер                       |
|      | ф | Анігілятор Стена Лі        | Stan Lee's Annihilator | сценарист                      |
|      | ф | Поліція Маямі              | Miami Vice             | сценарист                      |

### Серіали
| Рік       |   | Українська назва | Оригінальна назва | Роль                   |
| --------- | - | ---------------- | ----------------- | ---------------------- |
| 2007      | с | Місто світла     | City of Light     | сценарист (6 епізодів) |
| 2022—2025 | с | Андор            | Andor             | сценарист (6 епізодів) |